# NGC 5103
NGC 5103 este o galaxie spirală situată în constelația Câinii de Vânătoare. A fost descoperită în 9 aprilie 1787 de către William Herschel. Se află la o distanță de 23,4 de megaparseci de Pământ.